# Wayne Hennessey
Wayne Robert Hennessey (* 24. Januar 1987 in Anglesey) ist ein walisischer Fußballtorhüter. Er stand zuletzt bei Nottingham Forest unter Vertrag und ist aktueller walisischer Nationalspieler.

## Sportlicher Werdegang

### Verein
Hennessey wuchs auf der nordwestlich gelegenen Insel Anglesey im walisischen Beaumaris auf und schloss sich im Juni 2003 der Jugendakademie der Wolverhampton Wanderers an. Bei dem damaligen Zweitligisten unterschrieb er im April 2005 seinen ersten Profivertrag, blieb aber vorerst noch im Kader der Nachwuchs- und Reservemannschaft. Um Spielpraxis zu sammeln, planten die „Wolves“ im Juli 2006 ein Ausleihgeschäft mit dem Drittligisten Bristol City. Dieses blieb allerdings aufgrund der plötzlichen Verletzung des Stammtorhüters Matt Murray auf den Monat August 2006 beschränkt; zudem kam Hennessey bei den „Robins“ aufgrund einer Armverletzung nicht zum Einsatz.
Im Januar 2007 folgte ein zweites Ausleihgeschäft. Für zunächst einen Monat spielte Hennessey fortan für den Viertligisten Stockport County. Er blieb bei seinem Debüt gegen Boston United ohne Gegentor und nach fünf weiteren Einsätzen, in denen er sich ebenfalls schadlos hielt, wurde die Leihe um einen zusätzlichen Monat verlängert. Schließlich blieb Hennessey in neun aufeinander folgenden Spielen ohne Gegentor. Damit brach er (in Kombination mit den neun Siegen, die damit erzielt wurden) einen 119 Jahre alten Rekord der Football League und erhielt im Februar 2007 die Auszeichnung zum Spieler des Monats in der Football League Two. Nach insgesamt 15 Einsätzen für Stockport County ging Hennessey im April 2007 zurück nach Wolverhampton, wo sich Murray erneut verletzt hatte und mit dem Dänen Jan Budtz nur ein notdürftiger Ersatz bereitgestanden hatte.
Hennessey saß auf der Ersatzbank und als sich Murray im Play-off-Halbfinalhinspiel gegen West Bromwich Albion die Schulter brach, feierte er sein Debüt. Obwohl die Wolves letztlich gegen „WBA“ unterlagen, bezeichneten Experten und Journalisten den Einstand als gelungen. In der Saison 2007/08 war Hennessey Stammtorhüter, zumal Murray mit weiteren Verletzungsproblemen zu kämpfen hatte. Er absolvierte (mit Ausnahme des Ligapokals) alle Pflichtspiele, verlängerte seinen Vertrag bis zum Ablauf der Saison 2011/12 und erhielt mit der Berufung in die „Mannschaft des Jahres“ der Football League Championship und der Ernennung zum „Spieler der Saison“ bei den Wolves zwei persönliche Auszeichnungen.
Mit einer Serie von acht Siegen in neun Spielen zu Beginn der Saison 2008/09 knüpfte Hennessey zunächst an die guten Leistungen an. Nach einer 0:3-Niederlage gegen den Aufstiegskonkurrenten FC Reading entschloss sich Trainer Mick McCarthy dann jedoch dazu, seinen Stammtorhüter aufgrund „mentaler Erschöpfung“ durch Carl Ikeme auszutauschen, der prompt seine Chance nutzte. Erst nachdem sich Ikeme verletzt hatte, kehrte Hennessey bis zum Ende der Spielzeit ins Tor zurück, wobei ihm durch die Ausleihe des erfahrenen Darren Ward ein zusätzlicher Wettbewerber während Ikemes Abwesenheit an die Seite gestellt wurde. Auch in der Premier League erarbeitete sich Hennessey nicht das dauerhafte Vertrauen des Trainers und fiel in der Rangordnung ab November 2009 hinter den 37-jährigen Routinier Marcus Hahnemann zurück.
Am 31. Januar 2014 wurde er vom abstiegsbedrohten Erstligisten Crystal Palace verpflichtet. Gut siebeneinhalb Jahre später wechselte er innerhalb der Premier League zum FC Burnley und unterzeichnete dort einen Zweijahresvertrag.
Im Juli 2022 folgte ein weiterer Vereinswechsel für den 35-Jährigen, er unterschrieb für zwei Jahre beim Erstliga-Aufsteiger Nottingham Forest.

### Nationalmannschaft
Hennessey durchlief die walisischen Nachwuchsmannschaften U-17, U-19 und U-21. Besondere Beachtung hatte dabei sein Freistoßtor aus über 35 Metern in einem U-19-Spiel gegen die Türkei gefunden.
Hennessey debütierte am 26. Mai 2007 gegen Neuseeland für die walisische A-Nationalmannschaft als er zur zweiten Halbzeit für Danny Coyne eingewechselt wurde, der danach nur noch einmal zum Einsatz kam. Er war dann sofort Stammtorhüter der „Dragons“ und wurde in den nächsten 44 Spielen nur siebenmal nicht eingesetzt. Er kam in der zweiten Hälfte der Qualifikation für die EM 2008 zu fünf Einsätzen und erreichte unter anderem am letzten Spieltag ein 0:0 gegen Deutschland. Als Fünfte der Qualifikationsgruppe hatten die Waliser aber frühzeitig keine Chance mehr sich zu qualifizieren. In der Qualifikation für die WM 2010 wurde er nur im letzten Spiel nicht eingesetzt und ließ in neun Spielen dreimal kein Gegentor zu. Als Vierte hatten die Waliser erneut die Qualifikation verpasst. In der Qualifikation für die EM 2012 stand er in allen zehn Spielen im Tor, wobei er zweimal ohne Gegentor blieb. Wieder reichte es aber nicht um die Endrunde zu erreichen.
Zwischen Februar 2012 und Oktober 2013 fanden dann auf Grund von Verletzungsproblemen aber 13 Spiele ohne ihn statt, bei denen er nur viermal auf der Bank saß. Erst am 11. Oktober 2013 kam er dann wieder zum Einsatz und wurde in den beiden letzten Spielen der Qualifikation für die WM 2014 eingesetzt. Die Waliser konnten sich als Fünfte aber erneut nicht qualifizieren.
Besser lief es dann in der Qualifikation für die EM 2016, wo er mit sieben Spielen ohne Gegentor maßgeblich dazu beitrug, dass sich Wales erstmals seit 1958 wieder für ein großes Fußballturnier und zum ersten Mal überhaupt für eine EM-Endrunde qualifizieren konnte.
Bei der Fußball-Europameisterschaft 2016 in Frankreich wurde er als Nummer 1 in das Aufgebot von Wales aufgenommen. Beim 2:1-Auftaktsieg gegen die Slowakei erhielt aber Danny Ward den Vorzug, da Hennessey aufgrund von Rückenproblemen nicht spielen konnte. Ab der zweiten Partie stand er dann wieder im Tor. Wales kam bis ins Halbfinale, in dem das Team gegen den späteren Europameister Portugal verlor.
Für die Europameisterschaft 2021 wurde er in den walisischen Kader berufen, kam bei der EM aber nicht zum Einsatz. Am 29. März 2022 bestritt er sein 100. Länderspiel. Im Winter 2022 folgte die Nominierung für den WM-Kader der walisischen Nationalmannschaft für die Fußball-Weltmeisterschaft 2022. Wayne Hennessey wurde in den ersten beiden Vorrundenspielen der WM eingesetzt, sah im zweiten Spiel gegen den Iran jedoch in der 86. Minute die Rote Karte. Mit nur einem Punkt schied Wales als Gruppenletzter bereits in der Gruppenphase aus.